# Rozalia Ejchner
Rozalia Róża Ejchner, z d. Pomerantz (hebr. רוזה אייכנער, ur. w 1879 w Mińsku, zm. po 22 sierpnia 1942 w Treblince) – działaczka Bundu, Socjalistiszer Kinder-Farband (SKIF), radna Rady Miejskiej w Łodzi.

## Życiorys
W młodym wieku dołączyła do Bundu. Ukończyła studia we Francji. W 1905 została wysłana przez komitet centralny organizacji do Łodzi, gdzie podjęła pracę społeczną na polu upowszechniania edukacji. W latach 1918–1942 należała do komitetu Bundu w Łodzi i przez 2 kadencje (9 lat) była radną z jego ramienia w Radzie Miejskiej w Łodzi. W 1939 po zajęciu Łodzi przez Niemców została aresztowana – udało jej się zbiec do Warszawy.
Poza działalnością polityczną publikowała Łodżer Weker i Łodżer Naje Folkscajtung pod własnym imieniem i nazwiskiem oraz pod pseudonimami. Wśród jej publikacji były reportaże, korespondencje i artykuły związane pracą żydów i życiem kobiet. Była również aktywistką Jidisze Arberter-Froj i Socjalistiszer Kinder-Farband. 

### Śmierć
Ejchner została skierowana przez kierownictwo Bundu do opieki nad dziećmi w Miedzeszynie w sanatorium im. Włodzimierza Medema  znajdującego się w getcie w Falenicy, gdzie m.in. wraz z Tolą Minc i Hendusią Himelfarb opiekowała się żydowskimi dziećmi. Gdy 22 sierpnia 1942 Gestapo przybyło do miejscowości z rozkazem likwidacji placówki i transportu dzieci do obozu zagłady w Treblince, umożliwiając opiekunkom ucieczkę z ośrodka, te odmówiły, podejmując decyzję o pojechaniu do Treblinki wraz z dziećmi i objęciu ich opieką w trakcie podróży. Tam w sierpniu 1942 opiekunki zginęły wraz z dziećmi.

### Życie prywatne
Była żoną Jakuba Ejchnera, z którym miała dwoje dzieci – Jeana i Miriam, które zginęły wraz z matką w Treblince.